# Берген, Карл Август фон
Карл А́вгуст фон Бе́рген (нем. Karl August von Bergen; 1704—1759) — немецкий ботаник.

## Биография
Карл Август фон Берген родился во Франкфурте-на-Одере 11 августа 1704 года. Отец — профессор анатомии Иоганн Георг фон Берген. Учился Карл Август в гимназии во Франкфурте, в 1727 году поступил в Университет Виадрина, где посещал лекции по медицине своего отца и профессора Андреаса Оттомара Гёликке. Впоследствии Берген перешёл в Лейденский университет, где работал с Германом Бурхаве и Бернардом Зигфридом Альбинусом. В 1732 году Университет Виадрина присвоил Карлу Августу степень доктора медицины, вскоре после чего Берген поступил на должность профессора университета.
В 1739 году он женился на Сюзанне Елизавете Роде. Через несколько лет она умерла, и в 1749 году Берген вновь женился на её сестре Марии.
Самой важной ботанической публикацией Бергена является «Флора Франкфурта» (Flora Francofurtiana), вышедшая в 1750 году.
Карл Август фон Берген скончался 7 октября 1759 года.

## Некоторые научные работы
- Bergen, C.A. (1750). Flora francofurtiana. 375 p.
- Bergen, C.A. (1753). Dissertatio botanica de Aloide. 22 p.

## Таксоны растений, названные в честь К. А. Бергена
- Bergenia Moench, 1794, nom. cons. — Бадан